# Exochus vexator
Exochus vexator är en stekelart som beskrevs av Valentina I. Tolkanitz 1993. Exochus vexator ingår i släktet Exochus och familjen brokparasitsteklar. Inga underarter finns listade i Catalogue of Life.